# Etnónimo
Un etnónimo (del griego clásico ἔθνος [éthnos] ‘pueblo’, ‘raza’, ‘tribu’ y de -ώνυμος [-ōnymos], ‘nombre’) es el nombre de un grupo étnico.  Se habla de un exónimo cuando el nombre ha sido atribuido por otro grupo, o de un autónimo si ha sido autoasignado.  Por ejemplo, el grupo étnico dominante en Alemania es el de los alemanes, un exónimo llevado al español desde el latín; los alemanes se refieren a sí mismos con el autónimo deutsch.
Cuando un idioma evoluciona, los etnónimos que alguna vez fueron aceptables pueden llegar a ser ofensivos. Ejemplos de  etnónimos difamatorios de la historia son vándalo, bárbaro, san, fenicio, lapón, gringo, goyim, chichimeca, popoluca, payo, mongol y filisteo.